# Campephilus
Campephilus es un género de aves de la familia de los pájaros carpinteros (Picidae), que incluye a once especies de grandes picamaderos.
El género fue creado por George Robert Gray, quien sugiere tomar a Campephilus principalis como la especie típica del género. El nombre Campephilus hace alusión a la dieta de estas aves que se alimentan de larvas de coleópteros. 
Contrariamente a la idea mayoritaria, este género está más estrechamente emparentado con el género Chrysocolaptes del sureste asiático que con los grandes carpinteros negros del género Dryocopus (Benz et al., 2006).

## Especies
- Campephilus pollens, picamaderos poderoso
- Campephilus haematogaster, picamaderos ventrirrojo
- Campephilus rubricollis, picamaderos cuellirrojo
- Campephilus robustus, picamaderos robusto
- Campephilus melanoleucos, picamaderos barbinegro
- Campephilus gayaquilensis, picamaderos de Guayaquil
- Campephilus guatemalensis, picamaderos piquiclaro
- Campephilus leucopogon, picamaderos dorsiblanco
- Campephilus magellanicus, picamaderos de Magallanes
- Campephilus principalis, picamaderos picomarfil
  - Campephilus principalis bairdii, pájaro carpintero de pico de marfil cubano, extinto (finales del siglo XIX)
  - Campephilus principalis principalis, pájaro carpintero de pico de marfil americano, (posiblemente extinto)
- Campephilus imperialis picamaderos imperial (posiblemente extinto)

Una especie extinta perteneciente al Pleistoceno Superior, Campephilus dalquesti, fue descrita en depósitos del Condado de Scurry, en Texas, Estados Unidos.